# Construction Time Again
Construction Time Again és el tercer disc del grup Depeche Mode. Es tracta del seu primer àlbum amb Alan Wilder incorporat oficialment, a tots els efectes, com a membre de la banda. Va aparèixer al mes d'agost de 1983.

## Informació
Després que l'èxit de l'àlbum anterior, A Broken Frame, contribuís a fer oblidar l'impacte negatiu de la sortida de Vince Clarke sobre el grup, Depeche Mode van poder fer un pas endavant musical d'importància, i amb certa seguretat, però abans vingué l'edició del senzill "Get the Balance Right!", que encara arrossega part de la influència musical del disc anterior. Els nous temes mostren les preocupacions politicosocials de Martin, com les injustícies i la pobresa ("Shame"), la pau ("And Then...") o la cobdícia de les grans multinacionals, reflectida a la cançó "Everything Counts", un dels grans clàssics del grup. Musicalment, l'àlbum també mostra una evolució respecte als discos anteriors, l'ús de l'Emulator per samplejar sons i cops metàl·lics donà un toc dur i industrial al disc. L'àlbum fou enregistrat a l'estudi The Garden de John Foxx a Londres i remesclat al Hansa Tonstudio de Berlín.
Alan Wilder comença en aquest àlbum la seva contribució, tant en l'aspecte tècnic, ja que dirigeix els arranjaments i l'estructura de les cançons, com en el compositiu, perquè és l'autor de dos temes, "Two Minute Warning" i "The Landscape Is Changing", a més d'algunes cares B).
Com la resta de la discografia de Depeche Mode, Construction Time Again fou remasteritzat l'any 2007, amb les cares B dels senzills editats i material extra en un DVD. Entre el material addicional s'hi troba un doble documental on es discuteix sobre els senzills, les lletres de les cançons, la portada i la tecnologia utilitzada durant la producció. També hi ha material fotogràfic de la gira realitzada per promocionar el disc durant el 1983.

## Llista de cançons

### LP Stumm 13
Cara A
| Núm. | Títol               | Durada |
| ---- | ------------------- | ------ |
| 1.   | «Love, in Itself»   | 4:29   |
| 2.   | «More Than a Party» | 4:45   |
| 3.   | «Pipeline»          | 5:54   |
| 4.   | «Everything Counts» | 4:19   |

Cara B
| Núm. | Títol                                        | Durada |
| ---- | -------------------------------------------- | ------ |
| 5.   | «Two Minute Warning»                         | 4:13   |
| 6.   | «Shame»                                      | 3:50   |
| 7.   | «The Landscape is Changing»                  | 4:47   |
| 8.   | «Told You So»                                | 4:24   |
| 9.   | «And Then...»                                | 4:34   |
| 10.  | «Everything Counts (Reprise)» (cançó oculta) | 1:05   |

### CD Stumm 13
| Núm. | Títol                              | Durada |
| ---- | ---------------------------------- | ------ |
| 1.   | «Love, in Itself»                  | 4:29   |
| 2.   | «More Than a Party»                | 4:45   |
| 3.   | «Pipeline»                         | 5:54   |
| 4.   | «Everything Counts»                | 4:19   |
| 5.   | «Two Minute Warning»               | 4:13   |
| 6.   | «Shame»                            | 3:50   |
| 7.   | «The Landscape is Changing»        | 4:47   |
| 8.   | «Told You So»                      | 4:24   |
| 9.   | «And Then...»                      | 4:34   |
| 10.  | «Everything Counts (Long Version)» | 7:23   |

### Reedició 2007 (Mute: DM CD 3 (CD/SACD + DVD) / CDX STUMM 19 (CD/SACD))
- El disc 1 és híbrid (SACD/CD), mentre el disc 2 és un DVD que inclou Construction Time Again en format DTS 5.1, Dolby Digital 5.1 i PCM Stereo, amb material extra.

| Núm. | Títol                                        | Durada |
| ---- | -------------------------------------------- | ------ |
| 1.   | «Love, in Itself»                            | 4:29   |
| 2.   | «More Than a Party»                          | 4:45   |
| 3.   | «Pipeline»                                   | 5:54   |
| 4.   | «Everything Counts»                          | 4:19   |
| 5.   | «Two Minute Warning»                         | 4:13   |
| 6.   | «Shame»                                      | 3:50   |
| 7.   | «The Landscape is Changing»                  | 4:47   |
| 8.   | «Told You So»                                | 4:24   |
| 9.   | «And Then...»                                | 4:34   |
| 10.  | «Everything Counts (Reprise)» (cançó oculta) | 0:59   |

| 1. | «Get The Balance Right!»                  |  |
| 2. | «The Great Outdoors!»                     |  |
| 3. | «Work Hard»                               |  |
| 4. | «Fools»                                   |  |
| 5. | «Get The Balance Right (Combination Mix)» |  |
| 6. | «Everything Counts (In Larger Amounts)»   |  |
| 7. | «Love, In Itself 4»                       |  |

| 1. | «Depeche Mode 83 (Teenagers, growing up, bad government and all that stuff)» (vídeo) | 31:00 |

## Dades
- Depeche Mode: David Gahan, Martin Gore, Andrew Fletcher, Alan Wilder.
- Temes escrits per Martin Gore, excepte "Two Minute Warning", "The Landscape is Changing" i "Fools" (escrits per Alan Wilder) i "The Great Outdoors!" i "Work Hard", escrits per Martin Gore i Alan Wilder.
- Temes cantats per David Gahan, excepte "Pipeline", cantat per Martin Gore. La lletra d'aquesta cançó conté en una de les seves estrofes el títol del disc (Get out the crane, construction time again).
- Enregistrat als estudis The Garden (Londres), que són els estudis de John Foxx.
- Mesclat als estudis Hansa Mischraum (Berlín).
- Enginyeria de so: Gareth Jones.
- Producció: Daniel Miller i Depeche Mode.
- Fotografia: Brian Griffin.
- Disseny: Martyn Atkins.
- Il·lustracions: Ian Wright.

## Posicions en llista
| Llista (1983)        | Posició | Certificació |
| -------------------- | ------- | ------------ |
| German Albums Chart  | 7       | Disc d'or    |
| Swedish Albums Chart | 12      |              |
| UK Albums Chart      | 6       | Disc d'or    |
| França               | 16      |              |